# Gymnolaemata
Gymnolaemata Allman, 1856 è una classe di Briozoi tipicamente marini. I singoli briozoi (chiamati anche zooidi) vivono in colonie che si accrescono con gli zooeci – involucro di forma allungata, a doppia parete, calcareo dei Gymnolaemata –, creando incrostazioni sui fondali marini. Gli zooidi sono collegati tra loro attraverso pori nelle loro pareti, e sono a forma di scatola o cilindrici.
Questo briozoi hanno un'apparenza che ricorda il muschio, formata dagli zooidi non più grandi di mezzo millimetro, appena visibili ad occhio nudo. Estendono fuori dal zooecio i loro peli vibranti che catturano il plancton.
I Gymnolaemata, e più in particolare i Cheilostomatida, raggruppano il maggior numero di specie del phylum Bryozoa, probabilmente a causa della vasta quantità di zooidi specializzati.

## Tassonomia
Nel 2009 uno studio di filogenesi molecolare, utilizzando una combinazione di geni dei mitocondri e del nucleo cellulare, ha concluso che i briozoi sono un phylum monofiletico, così come i Gymnolaemata. Questi sono tradizionalmente divisi in Ctenostomatida dal corpo molle e Cheilostomatida mineralizzati, ma l'analisi del 2009 ha ritenuto più probabile che nessuno di questi ordini sia monofiletico e che gli zooeci mineralizzati si siano probabilmente evoluti più di una volta all'interno degli stessi Gymnolaemata.
La classe è suddivisa in due ordini:
- Cheilostomatida Busk, 1852
- Ctenostomatida Busk, 1852